# Munții Rodnei (sit SCI)
Munții Rodnei este o arie protejată (sit de importanță comunitară — SCI) din România, desemnată în scopul protejării biodiversității și menținerii într-o stare de conservare favorabilă a florei spontane și faunei sălbatice, precum și a habitatelor naturale de interes comunitar aflate în arealul zonei de protecție. Aceasta se întinde pe o suprafață de 47.939 ha, integral pe uscat.

## Localizare
Situl se întinde pe teritoriile administrative ale județelor Bistrița-Năsăud (Șanț, Maieru, Parva, Rebrișoara, Rodna, Romuli, Sângeorz-Băi, Telciu) și Maramureș (Borșa, Moisei, Săcel). Centrul sitului Munții Rodnei este situat la coordonatele 47°32′26″N 24°44′17″E / 47.540636°N 24.738169°E.

## Înființare
Situl Munții Rodnei (ROSCI0125) a fost declarat sit de importanță comunitară în decembrie 2007 pentru a proteja 37 de specii faunistice și floristice. Situl include ariile naturale: Ineu - Lala, Izvoarele Mihăiesei, Peștera și izbucul Izvorul Albastru al Izei, Piatra Rea, Parcul Național Munții Rodnei și Parcul Natural Munții Maramureșului.

## Biodiversitate
Situată în ecoregiunea alpină a Carpaților Orientali, aria protejată conține 26 habitate naturale: 
Râuri alpine și vegetația herbacee de pe malurile lor, Râuri de munte și vegetația lor lemnoasă cu Myricaria germanica, Râuri de munte și vegetația lor lemnoasă cu Salix elaeagnos, Pajiști alpine și boreale, Pajiști uscate, Tufișuri cu Pinus mugo și Rhododendron hirsutum (Mugo-Rhododendretum hirsuti), Tufărișuri sub-arctice de Salix spp., Pajiști boreale și alpine pe substrat silicios, Pajiști calcaroase alpine și subalpine, Pajiști bogate în specii de Nardus, pe substraturile silicioase ale zonelor muntoase,  Comunități hidrofile de ierburi înalte de la marginea câmpiei și a etajelor montane până la alpine, Pajiști montane, Turbării active, Mlaștini turboase de tranziție și turbării mișcătoare, Izvoare petrifiante cu formare de travertin (Cratoneurion), Mlaștini alcaline, Vegetație pionieră alpină cu Caricion bicoloris-atrofuscae, Grohotiș stâncos al etajului montan (Androsacetalia alpinae și Galeopsitalia ladani), Grohotiș calcaros și de șisturi calcaroase ale etajelor montane până la cele alpine (Thlaspietea rotundifolii), Pante stâncoase calcaroase cu vegetație chasmofitică, Pante stâncoase silicioase cu vegetație chasmofitică, Grote neexploatate turistic, Păduri tip Luzulo-Fagetum, Păduri aluviale cu Alnus glutinosa și Fraxinus excelsior (Alno-Padion, Alnion nicanae, Salicion albae), Păduri dacice de fag (Symphyto-Fagion), Păduri acidofile cu Picea din etajele alpine montane și 
Păduri alpine cu Larix decidua și/sau Pinus cembra.
La baza desemnării sitului se află 29 specii de animale aflate pe lista roșie a IUCN și 8 specii de plante protejate la nivel european prin Directiva CE 92/43/CE din 21 mai 1992 (privind conservarea habitatelor naturale și a speciilor de faună și floră sălbatică); astfel:
- amfibieni (3): buhaiul de baltă cu burtă galbenă (Bombina variegata), salamandra carpatică (Triturus montadonni);[6], tritonul cu creastă (Triturus cristatus)[7];

- mamifere (11): urs brun (Ursus arctos)[8], lup cenușiu (Canis lupus)[9], vidră de râu (Lutra lutra)[10], râs eurasiatic (Lynx lynx), șoarecele de Tatra (Microtus tatricus), liliac cârn (Barbastella barbastellus), liliacul cu urechi de șoarece (Myotis blythii), liliacul comun (Myotis myotis)[11], liliacul cu urechi mari (Myotis bechsteinii), liliac mare cu potcoavă (Rhinolophus ferrumequinum)[12], liliacul mediteranean cu potcoavă (Rhinolophus euryale);

- pești (4): mreana carpatică (Barbus carpathicus), zglăvoc (Cottus gobio), chișcar (Eudontomyzon danfordi), clean dungat (Telestes souffia);

- nevertebrate (11): melcul cerenat bănățean (Chilostoma banaticum), trei cărăbuși din speciile Carabus zawadzkii, Carabus hampei, Carabus variolosus), gândacul roșu de arțar (Cucujus cinnaberinus), calul dracului (Cordulegaster heros),  fluturele tigru (Euplagia quadripunctaria), rădașcă (Lucanus cervus), cosașul transilvan (Pholidoptera transsylvanica), croitorul caprifoiului (Pseudogaurotina excellens), croitorul alpin (Rosalia alpina);

- plante (8): turiță (Agrimonia pilosa), mușchiul scutului verde (Buxbaumia viridis), Dicranum viride și Hamatocaulis vernicosus (mușchi),  clopoțelul de munte (Campanula serrata), curechiul de munte (Ligularia sibirica), firuță de munte (Poa granitica subsp. disparilis), iarba-gâtului (Tozzia carpathica).[3]

Pe lângă speciile protejate aflate la baza desemnării sitului, pe teritoriul acestuia au mai fost identificate 146 specii din flora spontană și fauna sălbatică a României.